# Kanton Montagne Basque
 Montagne Basque  is een kanton van het Franse departement Pyrénées-Atlantiques. Het kanton maakt deel uit van de arrondissementen  Bayonne (30) en Oloron-Sainte-Marie (36)

 Het telt 25.216  inwoners in 2018.

Het kanton werd gevormd ingevolge het decreet van 25  februari 2014 met uitwerking op 22 maart 2015 met Mauléon-Licharre als hoofdplaats.

## Gemeenten
Het kanton Montagne Basque omvat volgende 66 gemeenten, namelijk al de gemeenten van de opgeheven kantons Saint-Jean-Pied-de-Port (19), Mauléon-Licharre (19), Tardets-Sorholus (16) en Saint-Étienne-de-Baïgorry (11) en 1 gemeente uit het opgeheven Navarrenx:
- Ahaxe-Alciette-Bascassan
- Aincille
- Ainharp
- Ainhice-Mongelos
- Alçay-Alçabéhéty-Sunharette
- Aldudes
- Alos-Sibas-Abense
- Anhaux
- Arnéguy
- Arrast-Larrebieu
- Ascarat
- Aussurucq
- Banca
- Barcus
- Béhorléguy
- Berrogain-Laruns
- Bidarray
- Bussunarits-Sarrasquette
- Bustince-Iriberry
- Camou-Cihigue
- Caro
- Charritte-de-Bas
- Chéraute
- Espès-Undurein
- Estérençuby
- Etchebar
- Gamarthe
- Garindein
- Gotein-Libarrenx
- Haux
- L'Hôpital-Saint-Blaise
- Idaux-Mendy
- Irouléguy
- Ispoure
- Jaxu
- Lacarre
- Lacarry-Arhan-Charritte-de-Haut
- Laguinge-Restoue
- Larrau
- Lasse
- Lecumberry
- Lichans-Sunhar
- Lichos
- Licq-Athérey
- Mauléon-Licharre
- Menditte
- Mendive
- Moncayolle-Larrory-Mendibieu
- Montory
- Musculdy
- Ordiarp
- Ossas-Suhare
- Ossès
- Roquiague
- Sainte-Engrâce
- Saint-Étienne-de-Baïgorry
- Saint-Jean-le-Vieux
- Saint-Jean-Pied-de-Port
- Saint-Martin-d'Arrossa
- Saint-Michel
- Sauguis-Saint-Étienne
- Tardets-Sorholus
- Trois-Villes
- Uhart-Cize
- Urepel
- Viodos-Abense-de-Bas